# Перелік ракетних ударів під час російського вторгнення (літо 2025)
Перелік ракетних ударів які завдають обидві сторони війни під час російського вторгнення в Україну, інформація про які була опублікована у відкритих джерелах.
Без ударів некерованими ракетами авіації, артилерії, РСЗВ та комплексів С-300.

## Засоби ураження
| назва      | назва         | носій          | тип                                                 | створено | дальність | бойова частина          | КІВ       |
| ---------- | ------------- | -------------- | --------------------------------------------------- | -------- | --------- | ----------------------- | --------- |
| Shahed 136 | —             | —              | дрон-камікадзе                                      | 2020     | 2500 км   | 46,5 кг (51 кг серія К) | 5-15 м    |
| Х-31       | —             | авіація        | авіаційна ракета класу «повітря-поверхня»           | 1988     | 110 км    | 87 кг                   | 10-15 м   |
| 5В55       | —             | С-300          | зенітна ракета                                      | 1970     | 75 км     | 130 кг                  | 50-100 м  |
| 48Н6       | —             | С-300, С-400   | зенітна ракета                                      | 1990     | 150 км    | 145 кг                  | 30-50 м   |
| Х-35       | «Звєзда»      | авіація        | крилата протикорабельна ракета                      | 1973     | 300 км    | 145 кг                  | 5-10 м    |
| Х-59       | «Овод»        | авіація        | авіаційна ракета класу «повітря-поверхня»           | 1975     | 45 км     | 148 кг                  | 10-20 м   |
| 48Н6М      | —             | С-300, С-400   | зенітна ракета                                      | 2007     | 200 км    | 150 кг                  | 10-30 м   |
| 48Н6ДМ     | —             | С-300, С-400   | зенітна ракета                                      | 2007     | 250 км    | 180 кг                  | 10-20 м   |
| Х-38       | —             | авіація        | авіаційна ракета класу «повітря-поверхня»           | 2012     | 40 км     | 250 кг                  | 5-10 м    |
| 3М55       | П-800 «Онікс» | флот           | універсальна протикорабельна ракета                 | 1987     | 600 км    | 300 кг                  | 10-20 м   |
| 3M22       | «Циркон»      | флот           | протикорабельна крилата ракета                      | 2021     | 1000 км   | 300 кг                  | 5-10 м    |
| Х-69       | —             | авіація        | крилата ракета класу «повітря-поверхня»             | 2022     | 290 км    | 310 кг                  | 10-20 м   |
| Х-29       | —             | авіація        | авіаційна ракета класу «повітря-земля»              | 1980     | 30 км     | 317 кг                  | 5-20 м    |
| Х-101      | —             | Ту-95, Ту-160  | стратегічна крилата ракета класу «повітря-поверхня» | 1999     | 5500 км   | 400 кг                  | 10-20 м   |
| 3М14       | «Калібр»      | флот           | крилата ракета                                      | 2012     | 2600 км   | 450 кг                  | 10-20 м   |
| 9М723      | «Іскандер»    | «Іскандер-М»   | балістична ракета класу «поверхня-поверхня»         | 2011     | 400 км    | 480 кг                  | 5-10 м    |
| 9М728      | «Іскандер»    | «Іскандер-К»   | крилата ракета класу «поверхня-поверхня»            | 2008     | 500 км    | 480 кг                  | 5-7 м     |
| 9М729      | «Іскандер»    | «Іскандер-К»   | крилата ракета класу «поверхня-поверхня»            | 2018     | 1500 км   | 480 кг                  | 5-7 м     |
| 9М79       | «Точка»       | 9К79 «Точка»   | ракета тактичного ракетного комплексу               | 1973     | 70 км     | 482 кг                  | 100-150 м |
| 9М79-1     | «Точка-У»     | 9К79 «Точка-У» | ракета тактичного ракетного комплексу               | 1989     | 120 км    | 482 кг                  | 30-50 м   |
| KN-23      | Hwasong-11Ga  | —              | тактична балістична ракета                          | 2018     | 550 км    | 500 кг                  | 5-10 м    |
| Х-47М2     | «Кинджал»     | МіГ-31К        | аеробалістична ракета                               | 2017     | 2000 км   | 500 кг                  | 10-20 м   |
| Х-22       | «Буря»        | Ту-22          | крилата протикорабельна ракета                      | 1962     | 330 км    | 950 кг                  | 500-700 м |

## Ракетні удари

### Червень
Зафіксовано щонайменше 254 ракети з російського боку, щонайменше 175 ракет було перехоплено силами ППО.
| Удари завдані Україною | Удари завдані Україною | Удари завдані Україною        | Удари завдані Україною                                     | дата                                   | Удари завдані Росією                                                                      | Удари завдані Росією | Удари завдані Росією | Удари завдані Росією                        | Удари завдані Росією                                              |
| регіон                 | місце                  | ракети                        | влучання                                                   | дата                                   | регіон                                                                                    | місце                | ракети               | ракети                                      | влучання, загиблі/поранені                                        |
| ---------------------- | ---------------------- | ----------------------------- | ---------------------------------------------------------- | -------------------------------------- | ----------------------------------------------------------------------------------------- | -------------------- | -------------------- | ------------------------------------------- | ----------------------------------------------------------------- |
|                        |                        |                               |                                                            | 01.06.2025                             | Україна                                                                                   | Україна              | Іскандер-К, Х-101    | 4/3                                         | перехоплено українською ППО                                       |
| Іскандер-М             | 0/3                    | не встановлено                |                                                            | 01.06.2025                             | Україна                                                                                   | Україна              |                      |                                             |                                                                   |
| Іскандер-М             | 0/3                    | Київська обл.                 | Київська обл.                                              | 01.06.2025                             | не встановлено                                                                            |                      |                      |                                             |                                                                   |
| Іскандер-М             | 0/3                    | Дніпропетровська обл.         | Дніпропетровська обл.                                      | 01.06.2025                             | база навчального підрозділу, жертви: 12/60                                                |                      |                      |                                             |                                                                   |
| Сумська обл.           | Сумська обл.           | Іскандер                      | 0/1                                                        | 01.06.2025                             | розрахунок БпЛА                                                                           |                      |                      |                                             |                                                                   |
| РФ, Рильський р-н      | РФ, Рильський р-н      | AGM-88                        | ЗРК                                                        | 02.06.2025                             | Україна                                                                                   | Україна              | Іскандер             | 0/4                                         | не встановлено                                                    |
|                        |                        |                               |                                                            | 02.06.2025                             | Полтавська обл.                                                                           | Миргородський р-н    | Іскандер             | 0/4                                         | уламки пошкодили паркан та приватний будинок                      |
| Харківська обл.        | Харків                 | Іскандер                      | влучання у дорогу, пошкоджені будинки                      | 02.06.2025                             |                                                                                           |                      |                      | 0/4                                         |                                                                   |
| Сумська обл.           | Суми                   | Іскандер                      | влучання по об’єкту промислової інф-ри, жертви: 0/2        | 02.06.2025                             |                                                                                           |                      |                      | 0/4                                         |                                                                   |
| 03.06.2025             | Миколаївська обл.      | Миколаїв                      | Х-47М2                                                     | 0/1                                    | не встановлено                                                                            |                      |                      |                                             |                                                                   |
| 03.06.2025             | Дніпропетровська обл.  | Павлоград                     | балістична ракета                                          | 0/1                                    | не встановлено                                                                            |                      |                      |                                             |                                                                   |
| 03.06.2025             | Україна                | Україна                       | Іскандер                                                   | 0/1                                    | засоби ППО або макети                                                                     |                      |                      |                                             |                                                                   |
| не встановлено         | не встановлено         | ракета GMLRS                  | 1Л219 «Зоопарк»                                            | 04.06.2025                             | Харківська обл.                                                                           | Харків               | —                    | 0/1                                         | удар по житловій забудові та цивільному підприємству, жертви: 0/1 |
|                        |                        |                               |                                                            | 04.06.2025                             | Полтавська обл.                                                                           | Полтавська обл.      | —                    | 0/1                                         | удар по навчальному підрозділу Сухопутних військ, жертви: 2/2+    |
| РФ, Клинці             | РФ, Клинці             | ракета GMLRS                  | пускові установки ОТРК Іскандер                            | 05.06.2025                             | Україна                                                                                   | Україна              | Іскандер             | 0/1                                         | не встановлено                                                    |
| АР Крим                | АР Крим                | Р-360 «Нептун»                | заявлено про атаку ракетами                                | 06.06.2025                             | Україна                                                                                   | Україна              | —                    | 38/45                                       | більшість ракет перехоплено українською ППО                       |
|                        |                        |                               |                                                            | 06.06.2025                             | Львівська обл.                                                                            | Дрогобицький р-н     | —                    | 38/45                                       | пошкоджено промисловий об′єкт                                     |
| Тернопільська обл.     | Тернопіль              | —                             | пошкоджено промислову інфраструктуру                       | 06.06.2025                             |                                                                                           |                      |                      | 38/45                                       |                                                                   |
| Волинська обл.         | Луцьк                  | Х-101                         | влучання в житловий будинок та промисловість, жертви: 2/30 | 06.06.2025                             |                                                                                           |                      |                      | 38/45                                       |                                                                   |
| Київ                   | Київ                   | —                             | уражено інфраструктуру та житлові будинки                  | 06.06.2025                             |                                                                                           |                      |                      | 38/45                                       |                                                                   |
| Чернігівська обл.      | Чернігів               | Іскандер                      | пошкоджені багатоквартирні і приватні будинки, жертви: 2/4 | 06.06.2025                             |                                                                                           |                      |                      | 38/45                                       |                                                                   |
| 07.06.2025             | Україна                | Україна                       | —                                                          | 6/9                                    | більшість ракет перехоплено українською ППО                                               |                      |                      |                                             |                                                                   |
| 07.06.2025             | Дніпропетровська обл.  | Дніпро                        | —                                                          | 6/9                                    | пошкоджені інфраструктура, підприємство, навчальний заклад, житло, жертви: 0/2            |                      |                      |                                             |                                                                   |
| 07.06.2025             | Дніпропетровська обл.  | Павлоград                     | —                                                          | 6/9                                    | уражено підприємство та багатоквартирні будинки                                           |                      |                      |                                             |                                                                   |
| 07.06.2025             | Харківська обл.        | Харків                        | —                                                          | 6/9                                    | влучання у цивільне підприємство та житлові багатоповерхівки, жертви: 3/17                |                      |                      |                                             |                                                                   |
| 08.06.2025             | Україна                | Україна                       | Х-59/69                                                    | 0/2                                    | не встановлено                                                                            |                      |                      |                                             |                                                                   |
| 08.06.2025             | Україна                | Україна                       | Онікс                                                      | 0/1                                    | не встановлено                                                                            |                      |                      |                                             |                                                                   |
| РФ, Рильськ            | РФ, Рильськ            | Україна                       | ракета GMLRS                                               | місце дислокації російських військових | 09.06.2025                                                                                | —                    | 19/20                | більшість ракет перехоплено українською ППО |                                                                   |
|                        |                        |                               |                                                            | Рівненська обл.                        | 09.06.2025                                                                                | —                    | 19/20                | Дубно                                       | не встановлено                                                    |
| Одеська обл.           | острів Зміїний         | Х-22                          | 0/4                                                        | не встановлено                         | 09.06.2025                                                                                |                      |                      |                                             |                                                                   |
| 10.06.2025             | Україна                | Україна                       | Іскандер-К                                                 | 5/5                                    | перехоплено українською ППО                                                               |                      |                      |                                             |                                                                   |
| 10.06.2025             | Україна                | Україна                       | KN-23                                                      | 2/2                                    | перехоплено українською ППО                                                               |                      |                      |                                             |                                                                   |
| 11.06.2025             | Україна                | Україна                       | Іскандер-М                                                 | 0/1                                    | не встановлено                                                                            |                      |                      |                                             |                                                                   |
| не встановлено         | не встановлено         | ракета GMLRS                  | 2С7 «Піон»                                                 | 12.06.2025                             |                                                                                           |                      |                      |                                             |                                                                   |
| Донецька обл.          | Макіївка               | M30A1                         | колона автобусів з військовими                             | 13.06.2025                             | Україна                                                                                   | Україна              | Іскандер-М/KN-23     | 0/4                                         | не встановлено                                                    |
|                        |                        |                               |                                                            | 15.06.2025                             | Україна                                                                                   | Україна              | —                    | 8/11                                        | більшість ракет перехоплено українською ППО                       |
| Полтавська обл.        | Кременчук              | влучання в обʼєкти енергетики |                                                            | 15.06.2025                             |                                                                                           |                      | —                    | 8/11                                        |                                                                   |
| 17.06.2025             | Україна                | Україна                       | —                                                          | 26/32                                  | більшість ракет перехоплено українською ППО                                               |                      |                      |                                             |                                                                   |
| 17.06.2025             | Київ                   | Київ                          | —                                                          | 26/32                                  | житлові будинки, гуртожитки, жертви: 28/188                                               |                      |                      |                                             |                                                                   |
| 17.06.2025             | Чернігівська обл.      | Чернігів                      | —                                                          | 26/32                                  | влучання у житлові будинки, жертви: 0/1                                                   |                      |                      |                                             |                                                                   |
| 17.06.2025             | Сумська обл.           | Конотоп                       | Іскандер-М                                                 | 0/1                                    | пошкоджені приватні будинки і школа                                                       |                      |                      |                                             |                                                                   |
| Запорізька обл.        | Пологи                 | —                             | командний пункт                                            | 18.06.2025                             |                                                                                           |                      |                      |                                             |                                                                   |
|                        |                        |                               |                                                            | 21.06.2025                             | Полтавська обл.                                                                           | Кременчук            | —                    | 5/8                                         | атаковані обʼєкти енергетичної інфраструктури                     |
| 22.06.2025             | Україна                | Україна                       | Іскандер-М/KN-23                                           | 0/2                                    | не встановлено                                                                            |                      |                      |                                             |                                                                   |
| 22.06.2025             | Сумська обл.           | Суми                          | Іскандер-М/KN-23                                           | 0/2                                    | пошкоджені приватні будинки                                                               |                      |                      |                                             |                                                                   |
| 22.06.2025             | Україна                | Україна                       | —                                                          | 0/1                                    | удар по полігону однієї з механізованих бригад ЗСУ, жертви: 3/11                          |                      |                      |                                             |                                                                   |
| 23.06.2025             | Україна                | Україна                       | —                                                          | 15/16                                  | більшість ракет перехоплено українською ППО                                               |                      |                      |                                             |                                                                   |
| 23.06.2025             | Одеська обл.           | Білгород-Дністровський        | балістична ракета                                          | 0/1                                    | зруйнувано місцевий навчальний заклад, жертви: 3/14                                       |                      |                      |                                             |                                                                   |
| 24.06.2025             | Дніпропетровська обл.  | Дніпро                        | Іскандер-М                                                 | 0/2+                                   | уражено дитсадок, начальні заклади, гуртожитки, адмінбудівля, житло, поїзд жертви: 21/300 |                      |                      |                                             |                                                                   |
| 24.06.2025             | Дніпропетровська обл.  | Самар                         | Іскандер-М                                                 | 0/1                                    | атакована цивільна інфраструктура, жертви: 2/3                                            |                      |                      |                                             |                                                                   |
| 27.06.2025             | Україна                | Україна                       | —                                                          | 6/8                                    | більшість ракет перехоплено українською ППО                                               |                      |                      |                                             |                                                                   |
| 27.06.2025             | Київська обл.          | Київська обл.                 | —                                                          | 6/8                                    | уражені приватні житлові будинки та шиномонтаж, жертви: 0/1                               |                      |                      |                                             |                                                                   |
| 27.06.2025             | Дніпропетровська обл.  | Самар                         | Іскандер-М                                                 | 0/2+                                   | не встановлено, жертви: 5/17                                                              |                      |                      |                                             |                                                                   |
| 27.06.2025             | Харківська обл.        | Чугуїв                        | Іскандер-М                                                 | 0/1                                    | пошкоджене цивільне підприємство, жертви: 0/3                                             |                      |                      |                                             |                                                                   |
| 29.06.2025             | Україна                | Україна                       | —                                                          | 39/57                                  | більшість ракет перехоплені українською ППО                                               |                      |                      |                                             |                                                                   |
| 29.06.2025             | Львівська обл.         | Дрогобич                      | —                                                          | 39/57                                  | атакована промислова інфраструктура                                                       |                      |                      |                                             |                                                                   |
| 29.06.2025             | Тернопільська обл.     | Тернопільська обл.            | —                                                          | 39/57                                  | уламки ракет пошкодили приватні домогосподарства                                          |                      |                      |                                             |                                                                   |
| 29.06.2025             | Черкаська обл.         | Сміла                         | —                                                          | 39/57                                  | атаковано навчальний заклад та житлові будинки, жертви 0/11                               |                      |                      |                                             |                                                                   |
| Донецька обл.          | Донецьк                | —                             | командний пункт                                            | 30.06.2025                             |                                                                                           |                      |                      |                                             |                                                                   |
| Донецька обл.          | Ясинувата              | —                             | військова інф-ра                                           | 30.06.2025                             |                                                                                           |                      |                      |                                             |                                                                   |
| Запорізька обл.        | Запорізька обл.        | ракета GMLRS                  | атакований міст                                            | 30.06.2025                             |                                                                                           |                      |                      |                                             |                                                                   |

*Х-101/Х-555/Х-55

### Липень
Зафіксовано щонайменше 192 ракети з російського боку, щонайменше 128 ракет були перехоплено силами ППО.
| Удари завдані Україною | Удари завдані Україною | Удари завдані Україною                                                           | Удари завдані Україною           | дата         | Удари завдані Росією                                                                       | Удари завдані Росією | Удари завдані Росією | Удари завдані Росією | Удари завдані Росією                                                  |
| регіон                 | місце                  | ракети                                                                           | влучання                         | дата         | регіон                                                                                     | місце                | ракети               | ракети               | влучання, загиблі/поранені                                            |
| ---------------------- | ---------------------- | -------------------------------------------------------------------------------- | -------------------------------- | ------------ | ------------------------------------------------------------------------------------------ | -------------------- | -------------------- | -------------------- | --------------------------------------------------------------------- |
|                        |                        |                                                                                  |                                  | 01.07.2025   | Дніпропетровська обл.                                                                      | Гуляйполе            | Іскандер-М           | 0/2                  | будинок культури, магазини та приватні будинки, жертви: 2+/2+         |
| РФ, Коренево           | РФ, Коренево           | ракета GMLRS                                                                     | командний пункт                  | 02.07.2025   |                                                                                            |                      |                      |                      |                                                                       |
| Донецька обл.          | Донецька обл.          | —                                                                                | командний пункт                  | 03.07.2025   | Одеська обл.                                                                               | Одеса                | балістична ракета    | 0/1                  | удар по припортовій інфраструктурі, жертви: 2/6                       |
|                        |                        |                                                                                  |                                  | 03.07.2025   | Одеська обл.                                                                               | Одеса                | балістична ракета    | 0/1                  | повторний удар по території порту                                     |
| 04.07.2025             | центр України          | центр України                                                                    | —                                | 2/11         | дві ракети перехоплені українською ППО                                                     |                      |                      |                      |                                                                       |
| 04.07.2025             | Київ                   | Київ                                                                             | —                                | 2/11         | удар по цивільній та залізничній інфраструктурі, жертви: 1/26                              |                      |                      |                      |                                                                       |
| 04.07.2025             | Дніпропетровська обл.  | Дніпро                                                                           | Іскандер-М                       | 0/1          | не встановлено                                                                             |                      |                      |                      |                                                                       |
| 04.07.2025             | Дніпропетровська обл.  | Самар                                                                            | Іскандер-М                       | 0/1          | не встановлено                                                                             |                      |                      |                      |                                                                       |
| 09.07.2025             | Україна                | Україна                                                                          | —                                | 7/13         | більшість ракет перехоплені українською ППО та подавлені засобами РЕБ                      |                      |                      |                      |                                                                       |
| 09.07.2025             | Волинська обл.         | Луцьк                                                                            | —                                | 7/13         | удар по складських приміщеннях одного із підприємств та гаражах                            |                      |                      |                      |                                                                       |
| 09.07.2025             | Житомирська обл.       | Новогуйвинське                                                                   | —                                | 7/13         | пошкодженні виробничі приміщення і житлові будинки                                         |                      |                      |                      |                                                                       |
| 10.07.2025             | центр України          | центр України                                                                    | —                                | 14/14        | перехоплено українською ППО                                                                |                      |                      |                      |                                                                       |
| 10.07.2025             | Київ                   |                                                                                  | —                                | 14/14        | перехоплено українською ППО                                                                |                      |                      |                      |                                                                       |
| 12.07.2025             | Україна                | Україна                                                                          | Х-101                            | 25/26        | більшість ракет перехоплені українською ППО та подавлені засобами РЕБ                      |                      |                      |                      |                                                                       |
| 12.07.2025             | Дніпропетровська обл.  | Дніпро                                                                           | Іскандер-М                       | 0/1          | не встановлено                                                                             |                      |                      |                      |                                                                       |
| 15.07.2025             | Одеська обл.           | Одеський р-н                                                                     | балістична ракета                | 0/2          | військова інфраструктура                                                                   |                      |                      |                      |                                                                       |
| 16.07.2025             | Дніпропетровська обл.  | Кривий Ріг                                                                       | балістична ракета                | 0/1          | зруйновано промислове підприємство, енергетична інф-ра                                     |                      |                      |                      |                                                                       |
| 16.07.2025             | Сумська обл.           | Стецьківка                                                                       | —                                | 0/2          | пошкоджені приватні будинки та автомобіль                                                  |                      |                      |                      |                                                                       |
| 18.07.2025             | Полтавська обл.        | Полтавський р-н                                                                  | балістична ракета                | 0/2          | влучання по відкритій території                                                            |                      |                      |                      |                                                                       |
| 18.07.2025             | Дніпропетровська обл.  | Дніпровський р-н                                                                 | балістична ракета                | 0/2          | не встановлено                                                                             |                      |                      |                      |                                                                       |
| 19.07.2025             | Дніпропетровська обл.  | Павлоград                                                                        | Іскандер-К, Х-101                | 30/35        | уражено пожежну частину, промислові підприємства, житлову пʼятиповерхівку, жертви: 1/1     |                      |                      |                      |                                                                       |
| 19.07.2025             | Дніпропетровська обл.  | Васильківка                                                                      | Іскандер-К, Х-101                | 30/35        | потрощені амбулаторія, школа та заклад культури, житлові будинки, жертви: 2/4              |                      |                      |                      |                                                                       |
| 19.07.2025             | Україна                | Україна                                                                          | —                                | 30/35        | більшість ракет перехоплені українською ППО та подавлені засобами РЕБ                      |                      |                      |                      |                                                                       |
| 20.07.2025             | Дніпропетровська обл.  | Павлоградський р-н                                                               | —                                | 0/1          | не встановлено                                                                             |                      |                      |                      |                                                                       |
| РФ, Холодне            | РФ, Холодне            | ракета GMLRS                                                                     | атаковані засоби комплексу С-400 | 21.07.2025   | Україна                                                                                    | Україна              | —                    | 24/24                | перехоплені українською ППО та подавлені засобами РЕБ                 |
|                        |                        |                                                                                  |                                  | 21.07.2025   | Кіровоградська обл.                                                                        | Кропивницький р-н    | —                    | —                    | ймовірний удар по їдальні в навчальному таборі ЗСУ                    |
| 24.07.2025             | Черкаська обл.         | Черкаси                                                                          | Іскандер-К                       | 1/4          | пошкоджена житлова інфраструктура, жертви: 0/12                                            |                      |                      |                      |                                                                       |
| 24.07.2025             | Україна                | Україна                                                                          | Іскандер-К                       | 1/4          | ЗС РФ масовано обстріляли одну із ТЕС                                                      |                      |                      |                      |                                                                       |
| Донецька обл.          | Україна                | Україна                                                                          | Донецьк                          | ракета GMLRS | житлові та нежитлові будівлі, авто                                                         | 25.07.2025           | Іскандер-М/KN-23     | 0/2                  | не встановлено                                                        |
|                        |                        |                                                                                  |                                  | 26.07.2025   | Україна                                                                                    | Україна              | —                    | 17/27                | більшість ракет перехоплені українською ППО та подавлені засобами РЕБ |
| Дніпропетровська обл.  | Дніпро                 | уражена багатоповерхівка, пошкоджені промислові підприємства, жертви: 1/1        |                                  | 26.07.2025   |                                                                                            |                      | —                    | 17/27                |                                                                       |
| Дніпропетровська обл.  | Дніпровський р-н       | пошкоджений торговий центр, підприємства, жертви: 1/4                            |                                  | 26.07.2025   |                                                                                            |                      | —                    | 17/27                |                                                                       |
| Дніпропетровська обл.  | Кам'янське             | атаковано гіпермаркет Епіцентр К, частково пошкоджено житлові будинки            |                                  | 26.07.2025   |                                                                                            |                      | —                    | 17/27                |                                                                       |
| Сумська обл.           | Шостка                 | уражені приватні будинки, багатоповерхіки та обʼєкти інфраструктури, жертви: 0/3 |                                  | 26.07.2025   |                                                                                            |                      | —                    | 17/27                |                                                                       |
| Харківська обл.        | Зміїв                  | пошкоджено житлові будинки, освітній заклад і підприємство, жертви: 1/3          |                                  | 26.07.2025   |                                                                                            |                      | —                    | 17/27                |                                                                       |
| Харківська обл.        | Харків                 | уражені житлові багатоповерхівки, цивільне підприємство, дороги, жертви: 0/5     |                                  | 26.07.2025   |                                                                                            |                      | —                    | 17/27                |                                                                       |
| 27.07.2025             | Україна                | Україна                                                                          | Х-47М2                           | 3/3          | ракети не досягли своїх цілей                                                              |                      |                      |                      |                                                                       |
| 27.07.2025             | Хмельницька обл.       | Старокостянтинів                                                                 | Х-101                            | 2/4          | пошкоджено адмінбудівлю підприємства                                                       |                      |                      |                      |                                                                       |
| 29.07.2025             | Україна                | Україна                                                                          | Іскандер-М                       | 0/2          | не встановлено                                                                             |                      |                      |                      |                                                                       |
| 29.07.2025             | Дніпропетровська обл.  | Кам'янське                                                                       | Іскандер-М                       | 0/2          | пошкоджено нежитлові споруди, пологовий будинок та відділення міської лікарні, жертви: 2/5 |                      |                      |                      |                                                                       |
| 29.07.2025             | Чернігівська обл.      | Гончарівське                                                                     | Іскандер-М                       | 0/2          | удар по території одного з навчальних підрозділів Сухопутних військ, жертви: 3/18          |                      |                      |                      |                                                                       |
| 30.07.2025             | Харківська обл.        | Васищеве                                                                         | —                                | 0/2          | атакований склад, супермаркет, жертви: 1/8                                                 |                      |                      |                      |                                                                       |
| не встановлено         | не встановлено         | ракета GMLRS                                                                     | САУ М-1978 «Коксан»              | 31.07.2025   | Київ                                                                                       | Київ                 | Іскандер-К           | 3/8                  | атаковані житлові будинки, медзаклад, інфраструктура, жертви: 31/159  |

*Х-101/Х-555/Х-55

### Серпень
Зафіксовано щонайменше 36 ракет з російського боку, щонайменше 14 ракет були перехоплено силами ППО.
| Удари завдані Україною | Удари завдані Україною | Удари завдані Україною | Удари завдані Україною              | дата       | Удари завдані Росією                                                    | Удари завдані Росією | Удари завдані Росією | Удари завдані Росією | Удари завдані Росією                                                                                   |
| регіон                 | місце                  | ракети                 | влучання                            | дата       | регіон                                                                  | місце                | ракети               | ракети               | влучання, загиблі/поранені                                                                             |
| ---------------------- | ---------------------- | ---------------------- | ----------------------------------- | ---------- | ----------------------------------------------------------------------- | -------------------- | -------------------- | -------------------- | --- |
|                        |                        |                        |                                     | 03.08.2025 | Київ                                                                    | Київ                 | Іскандер-М           | 1/1                  | відомо про ракетну атаку та збиті ворожі ракети                                                        |
| Миколаївська обл.      | Миколаїв               | Х-22                   | 0/1                                 | 03.08.2025 | зруйновані приватні будинки та пошкоджені багатоповерхівки, жертви: 0/7 |                      |                      |                      | |
| 04.08.2025             | Хмельницька обл.       | Старокостянтинів       | Х-47М2                              | —          | не встановлено                                                          |                      |                      |                      | |
| 05.08.2025             | Одеська обл.           | Одеса                  | Іскандер-М                          | 0/1        | не встановлено                                                          |                      |                      |                      | |
| 09.08.2025             | Дніпропетровська обл.  | Дніпро                 | Іскандер-К                          | 1/2        | руйнування на території підприємства, жертви: 0/3                       |                      |                      |                      | |
| 10.08.2025             | Чернігівська обл.      | Стахорщина             | —                                   | 0/1        | заявлено про удар по території розташування Сил оборони                 |                      |                      |                      | |
| РФ, Унеча              | РФ, Унеча              | ракета GMLRS           | нафтоперекачувальна станція «Унеча» | 12.08.2025 | Чернігівська обл.                                                       | Чернігівська обл.    | Іскандер-М/KN-23     | 3/4                  | більшість ракет перехоплені українською ППО та подавлені засобами РЕБ                                  |
|                        |                        |                        |                                     | 12.08.2025 | Чернігівська обл.                                                       | Чернігівська обл.    | Іскандер-М/KN-23     | 3/4                  | удар по території одного з навчальних підрозділів Сухопутних військ Збройних Сил України, жертви: 1/11 |
| 13.08.2025             | Україна                | Україна                | Іскандер-М/KN-23                    | 2/2        | перехоплені українською ППО та подавлені засобами РЕБ                   |                      |                      |                      | |
| 14.08.2025             | Дніпропетровська обл.  | Павлоградський р-н     | —                                   | —          | не встановлено                                                          |                      |                      |                      | |
| 14.08.2025             | Чернігівська обл.      | Корюківський р-н       | Іскандер-М                          | 0/2        | пошкоджене сільгосппідприємство та житлові будинки                      |                      |                      |                      | |
| 14.08.2025             | Харківська обл.        | Харківська обл.        | Іскандер-М                          | 0/2        | не встановлено                                                          |                      |                      |                      | |
| 15.08.2025             | Дніпропетровська обл.  | Дніпро                 | Іскандер-М                          | 0/2        | не встановлено                                                          |                      |                      |                      | |
| 16.08.2025             | Україна                | Україна                | Іскандер-М                          | 0/1        | не встановлено                                                          |                      |                      |                      | |
| 17.08.2025             | схід України           | схід України           | Іскандер-М                          | 0/1        | не встановлено                                                          |                      |                      |                      | |
| 17.08.2025             | Сумська обл.           | Суми                   | балістична ракета                   | 0/1        | удар по цивільній інфраструктурі                                        |                      |                      |                      | |
| 18.08.2025             | Україна                | Україна                | Іскандер-М                          | 0/4        | не встановлено                                                          |                      |                      |                      | |
| 18.08.2025             | Дніпропетровська обл.  | Павлоград              | Іскандер-М                          | 0/4        | не встановлено                                                          |                      |                      |                      | |
| 18.08.2025             | Запорізька обл.        | Запоріжжя              | Іскандер-М                          | 0/4        | удар по вулиці серед цивільної забудови, жертви: 3/23                   |                      |                      |                      | |
| 19.08.2025             | Україна                | Україна                | Іскандер-М, Х-101                   | 6/10       | більшість ракет перехоплені українською ППО та подавлені засобами РЕБ   |                      |                      |                      | |
| 19.08.2025             | Полтавська обл.        | Кременчуцький р-н      | Іскандер-М, Х-101                   | 6/10       | постраждали підприємства енергетичного сектору                          |                      |                      |                      | |
| 19.08.2025             | Донецька обл.          | Слов'янськ             | Іскандер-М, Х-101                   | 6/10       | уражена промзона мікрорайону Лісний, жертви: 0/1                        |                      |                      |                      | |
| 20.08.2025             | Україна                | Україна                | Іскандер-М                          | 1/2        | не встановлено                                                          |                      |                      |                      | |